# Yes Indeed!!
Yes Indeed!! è un album discografico in studio del cantante e pianista statunitense Ray Charles, pubblicato dalla Atlantic Records nel 1958. 
Ray Charles, Yes Indeed! è anche il titolo del libro+DVD tributo pubblicato in memoria di Ray Charles dal suo manager Joe Adams nel 2009.

## Tracce
Tutte le tracce sono di Ray Charles, tranne dove indicato.
1. What Would I Do Without You? – 2:32
2. It's All Right – 2:14
3. I Want to Know – 2:07
4. Yes Indeed!! (Sy Oliver) – 2:12
5. Get On the Right Track Baby (Titus Turner/Ray Charles) – 2:19
6. Talkin' About You – 2:48
7. Swanee River Rock (Talkin' 'Bout That River) – 2:15
8. Lonely Avenue (Doc Pomus) – 2:33
9. Blackjack – 2:17
10. The Sun's Gonna Shine Again (Sam Sweet) – 2:35
11. I Had a Dream – 2:51
12. I Want a Little Girl (Billy Moll/Murray Mencher) – 2:50
13. Heartbreaker (A. Nugetre) – 2:49
14. Leave My Woman Alone – 2:38